# Erik Henrik Vilhelm Haij
Erik Henrik Vilhelm Haij, född 29 november 1773 i Stockholm, död 3 februari 1821 på Onsjö fideikommiss, var en svensk friherre, generalmajor och fideikommissarie.

## Biografi
Haij var son till översten Vollrat Vilhelm Haij (1731–1803). Han blev volontär vid Västgöta-Dals regemente 1780, sergeant där 1781, 1789 löjtnant och stabskapten tre år senare. År 1798 utnämndes han till kapten, sekundmajor 1805 och överstelöjtnant 1809. Därefter blev han förste major och överste för Bohusläns regemente 1810. Han blev sedan generaladjutant 1818 och chef för en infanteribrigad samma år. Den 24 juni 1819 utnämndes han till generalmajor. Under sin militära yrkeskarriär bevistade han bland andra fälttågen i Pommern 1807.
Haij erhöll friherrlig rang den 26 januari 1815, och introducerades två år senare under nummer 362.
Haij var gift med friherrinnan Charlotta Vilhelmina von Platen (1779–1860) dotter till Philip von Platen, och i äktenskapet föddes flera barn.